# Premio Rebeca Gerschman
El Premio Rebeca Gerschman es un premio argentino que se entrega a mujeres investigadoras mayores de 60 años destacadas por su trayectoria y sus aportes a la producción de conocimiento y a la formación de recursos humanos. Hay una ganadora por cada una de las cuatro áreas de conocimiento. Las galardonadas reciben dinero y un diploma.
Los premios fueron creados en honor a la profesora, fisióloga y bióloga argentina Rebeca Gerschman y forman parte del Premio Bernardo Houssay.
Se ha galardonado a Marta Rosen, Marta Mudry, Eugenia Sacerdote de Lustig, Esther Hernández, Norma Sbarbati y en 2010 recibió el galardón a su labor académica Elena Chiozza.